# Chlum (ort i Tjeckien, Mellersta Böhmen, lat 49,69, long 15,00)
Chlum är en ort i Tjeckien.   Den ligger i regionen Mellersta Böhmen, i den centrala delen av landet, 60 km sydost om huvudstaden Prag. Chlum ligger 447 meter över havet och antalet invånare är 141.
Terrängen runt Chlum är huvudsakligen platt, men söderut är den kuperad.Runt Chlum är det ganska glesbefolkat, med 31 invånare per kvadratkilometer. Närmaste större samhälle är Vlašim, 7,1 km väster om Chlum. Omgivningarna runt Chlum är en mosaik av jordbruksmark och naturlig växtlighet.